# Marte (divinità)

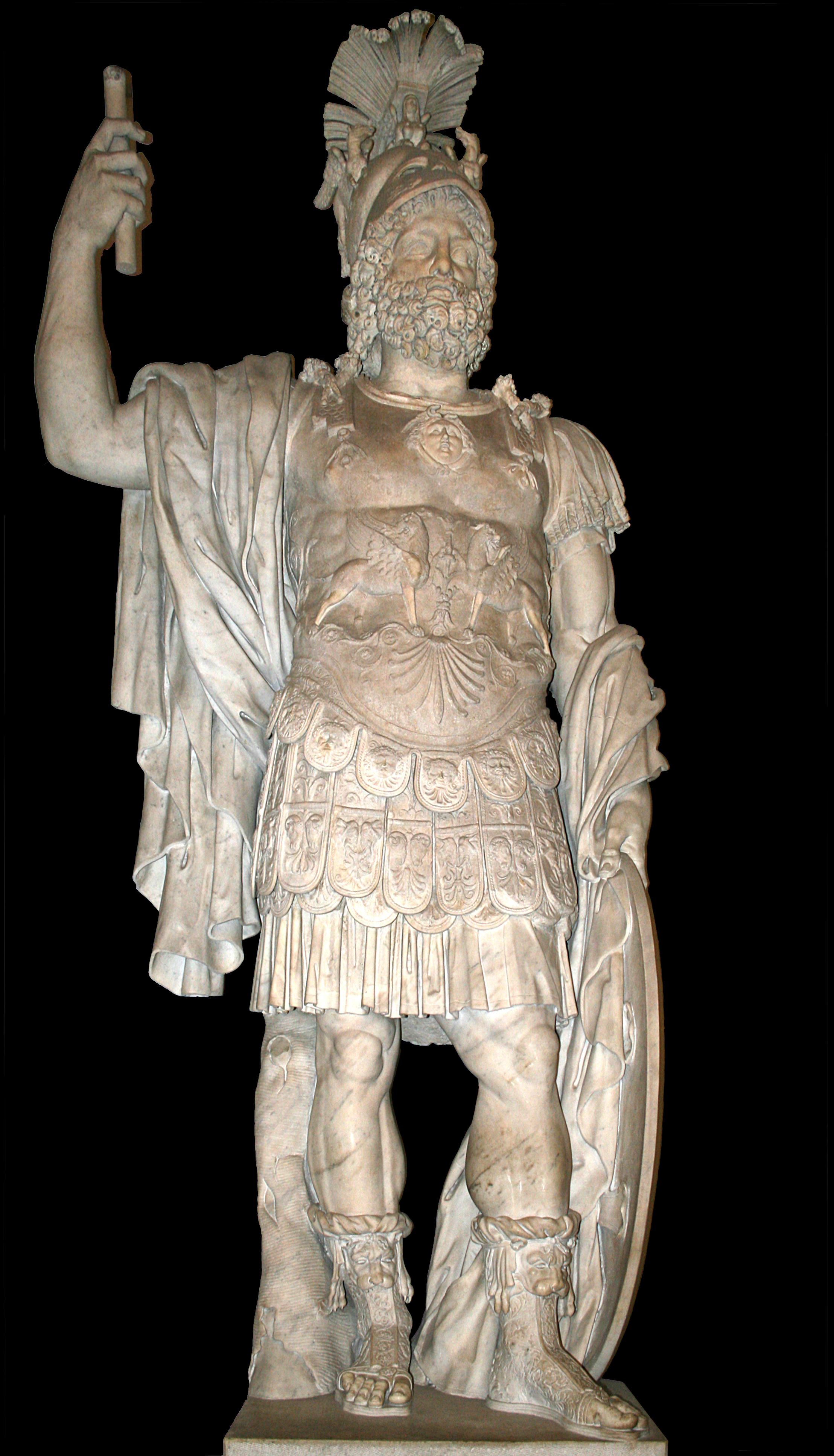
Statua colossale di Marte: "Pirro" nei Musei capitolini a Roma. Fine del I secolo d.C.

Marte (in latino Mars) è, nella religione romana e italica, il dio della guerra e dei duelli e, secondo la mitologia più arcaica, anche del tuono, della pioggia e della fertilità. Corrisponde alla divinità greca Ares e al dio nordico Týr.

## Culto

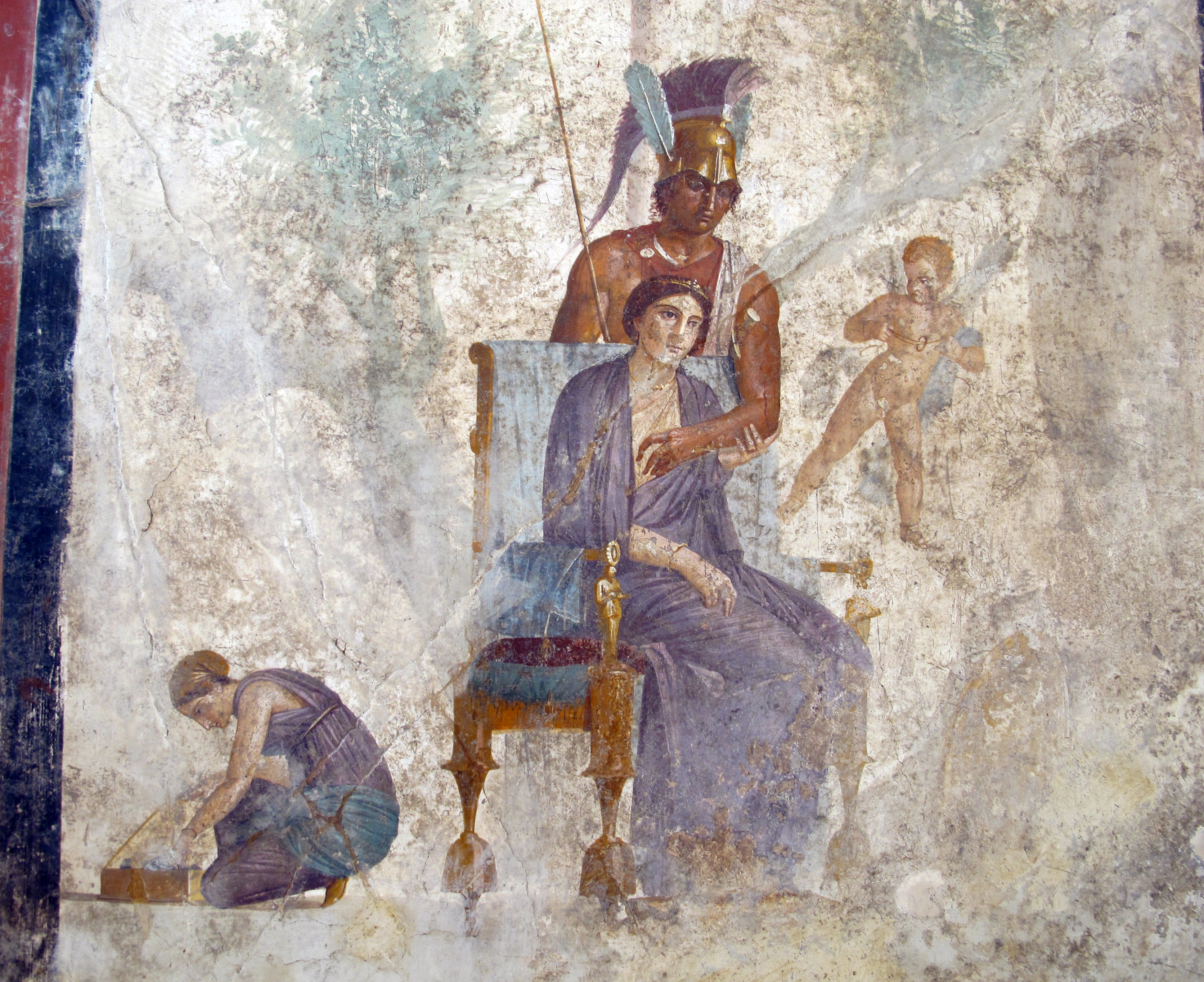
Venere e Marte, affresco romano da Pompei, 1 secolo d. C.

È una divinità sia etrusca che italica (Mamers nei dialetti sabellici); nella religione romana (dove era considerato padre del primo re Romolo) era il dio guerriero per eccellenza, in parte associato a fenomeni atmosferici come la tempesta e il fulmine. Assieme a Quirino e Giove, faceva parte della cosiddetta "Triade arcaica", che in seguito, su influsso della cultura etrusca, sarà invece costituita da Giove, Giunone e Minerva. Più tardi, identificandolo con il greco Ares, venne detto figlio di Giunone e Giove e inserito in un contesto mitologico ellenizzato.
Alcuni studiosi del passato (Wilhelm Roscher, Hermann Usner, e soprattutto Alfred von Domaszewski) hanno parlato di Marte anche nei termini di divinità "agraria", legata all'agricoltura, soprattutto sulla scorta del testo di una preghiera rimastaci nel De agri cultura di Catone, che lo invoca per proteggere i campi da ogni tipo di sciagura e malattia. Secondo Georges Dumézil tuttavia il collegamento fra Marte e l'ambito campestre non farebbe di lui una divinità legata alla terra, in quanto il suo ruolo sarebbe esclusivamente di difensore armato dei campi da mali umani e soprannaturali, senza diversificazione dalla sua natura intrinsecamente guerresca.
Il dio, inoltre, rappresentava la virtù e la forza della natura e della gioventù, che nei tempi antichi era dedita alla pratica militare. In questo senso era posto in relazione con l'antica pratica italica del uer sacrum, la Primavera Sacra: in una situazione difficile, i cittadini prendevano la decisione sacra di allontanare dal territorio la nuova generazione, non appena fosse divenuta adulta. Giunto il momento, Marte prendeva sotto la sua tutela i giovani espulsi, che formavano solo una banda, e li proteggeva finché non avessero fondato una nuova comunità sedentaria espellendo o sottomettendo altri occupanti; accadeva talvolta che gli animali consacrati a Marte guidassero i sacrani e divenissero loro eponimi: un lupo (hirpus) aveva guidato gli Irpini, un picchio (picus) i Piceni, mentre i Mamertini derivavano il loro nome direttamente da quello del dio. Sempre a Marte era dedicata la legio sacrata, cioè la legione Sannita, detta anche linteata, poiché era bianca.

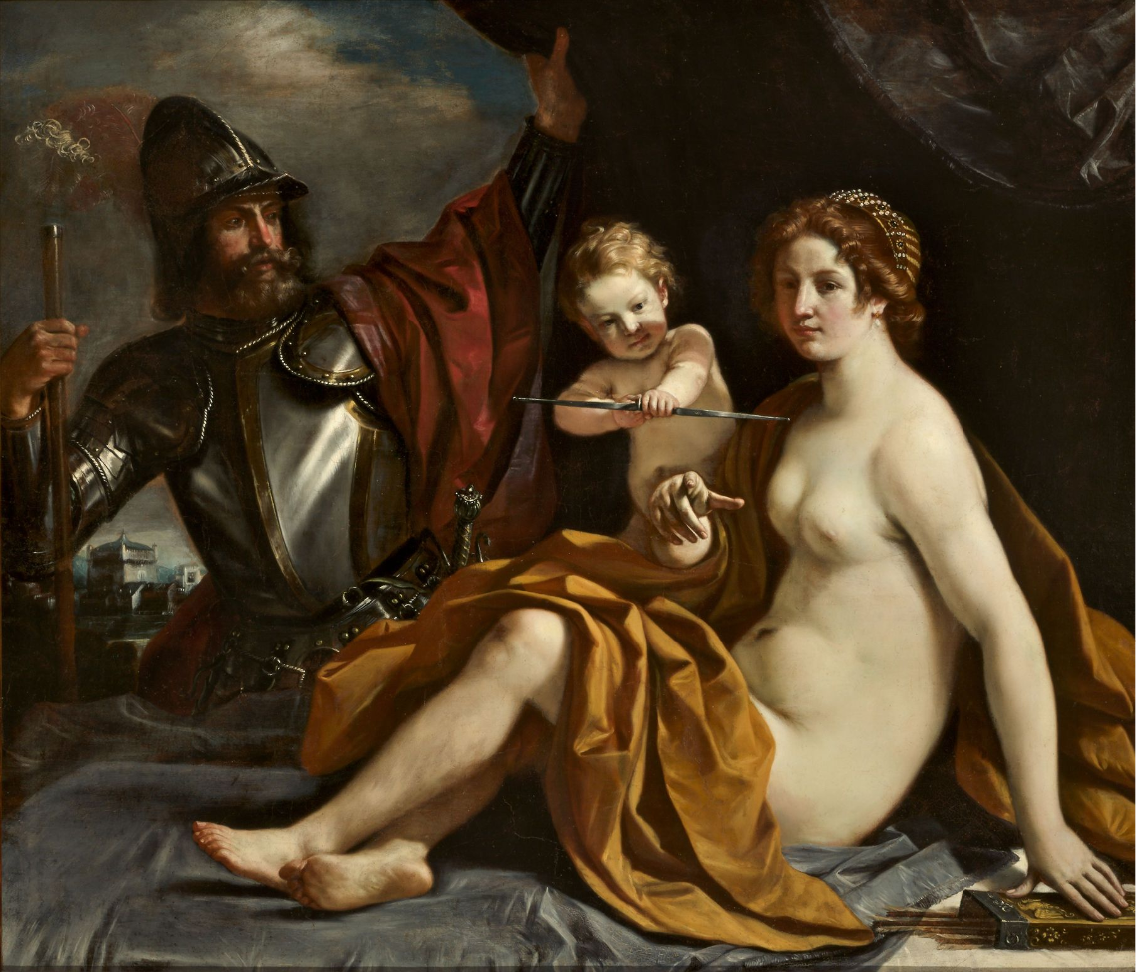
'Venere, Marte e Cupido', Guercino, 1633 circa.

Marte, nella società romana, assunse un ruolo molto più importante della sua controparte greca (Ares), probabilmente perché considerato il padre del popolo romano e di tutti gli Italici in generale: Marte, accoppiatosi con la vestale Rea Silvia generò Romolo e Remo, che fondarono Roma. Di conseguenza Marte era considerato il padre del popolo romano e i romani si chiamavano tra loro Figli di Marte. I suoi più importanti discendenti, oltre a Romolo e Remo, furono Pico e Fauno.
Marte comparve spesso sulla monetazione romana, sia repubblicana che imperiale, con vari titoli: Marti conservatori (protettore), Marti patri (padre), Mars ultor (vendicatore), Marti pacifero (portatore di pace), Marti propugnatori (difensore), Mars victor (vincitore).
Il mese di marzo, il giorno di martedì, i nomi Marco, Marcello, Martino, il pianeta Marte, il popolo dei Marsi e il loro territorio Martia Antica (la contemporanea Marsica) devono a lui il loro nome.

## Leggenda sulla nascita di Marte
Secondo il mito, Giunone era invidiosa del fatto che Giove avesse concepito da solo Minerva senza la sua partecipazione. Chiese quindi aiuto a Flora che le indicò un fiore che cresceva nelle campagne in Etolia che permetteva di concepire al solo contatto. Così diventò madre di Marte, che fece allevare da Priapo, il quale gli insegnò l'arte della guerra. La leggenda è di tradizione tarda come dimostra la discendenza di Minerva da Giove, che ricalca il mito greco. Flora, al contrario, testimonia una tradizione più antica: l'equivalente norreno Thor nasce dalla terra, Jǫrð e così le molte divinità elleniche.

## Nomi

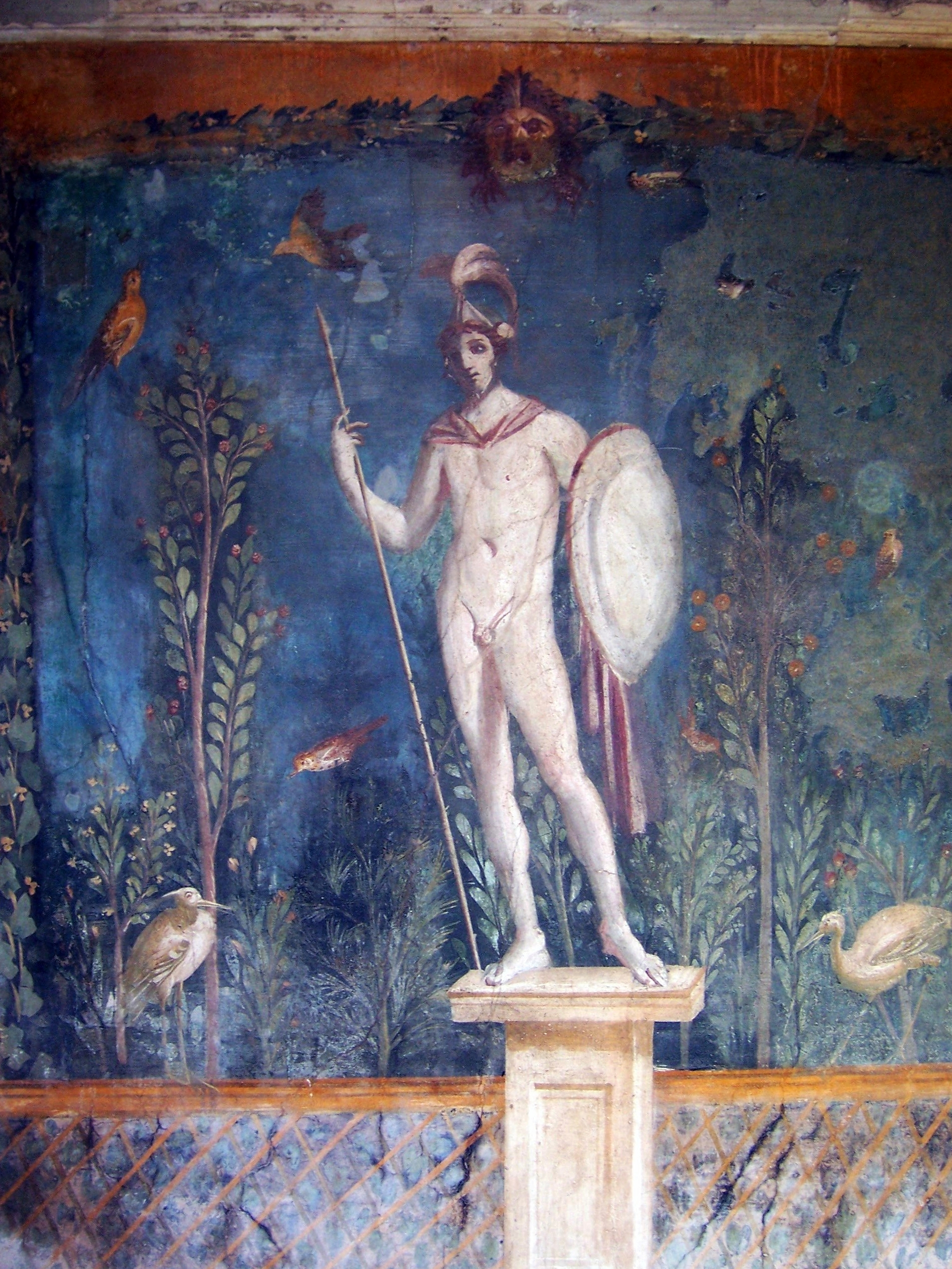
Statua di Marte nudo in un affresco di Pompei.

Marte era venerato con numerosi nomi dagli stessi Etruschi dai Latini e dagli altri popoli Italici:
- Maris, nome Etrusco da cui deriva il nome del Dio Romano;[2]
- Mars, nome Romano;
- Marmar;
- Marmor;
- Mamers, nome con cui era venerato dai popoli italici di stirpe osca[4];
- Marpiter;
- Marspiter;
- Mavors.

## Epiteti
- Diuum deus: 'dio degli dei', nome con cui viene designato nel Carmen Saliare.
- Gradivus: 'colui che va', con valore spesso di 'colui che va in battaglia', ma può essere collegato anche al ver sacrum, quindi 'colui che guida, che va'.
- Leucesios: epiteto del Carmen Saliare che significa 'lucente', 'dio della luce', questo epiteto può essere anche legato alla sua caratteristica di dio del tuono e del lampo.
- Silvanus: in Catone, nel libro De agri cultura, 83 Marte viene soprannominato Silvanus in riferimento ai suoi aspetti legati alla natura e collegandolo con Fauno.
- Ultor: epiteto tardo, dato da Augusto in onore della vendetta sui cesaricidi (da ultor, -oris: vendicatore).

## Rappresentazioni
Gli antichi monumenti rappresentano il dio Marte in maniera piuttosto uniforme; quasi sempre Marte è raffigurato con indosso l'elmo, la lancia o la spada e lo scudo, raramente con uno scettro talvolta è ritratto nudo, altre volte con l'armatura e spesso ha un mantello sulle spalle. A volte è rappresentato con la barba ma, nella maggior parte dei casi, è sbarbato. 
È raffigurato a piedi o su un carro trainato da due cavalli imbizzarriti, ma ha sempre un aspetto combattivo.
Gli antichi Sabini lo adoravano sotto l'effigie di una lancia chiamata "Quiris" da cui si racconta derivi il nome del dio Quirino, spesso identificato con Romolo. Bisogna dire che il nome Quirinus, come il nome Quirites, deriva da *co-uiria, cioè assemblea del popolo e indicava il popolo in quanto corpus di cittadini, da distinguere con Populus (dal verbo populari = devastare), che indica il popolo in armi.

## Il ruolo di Marte a Roma

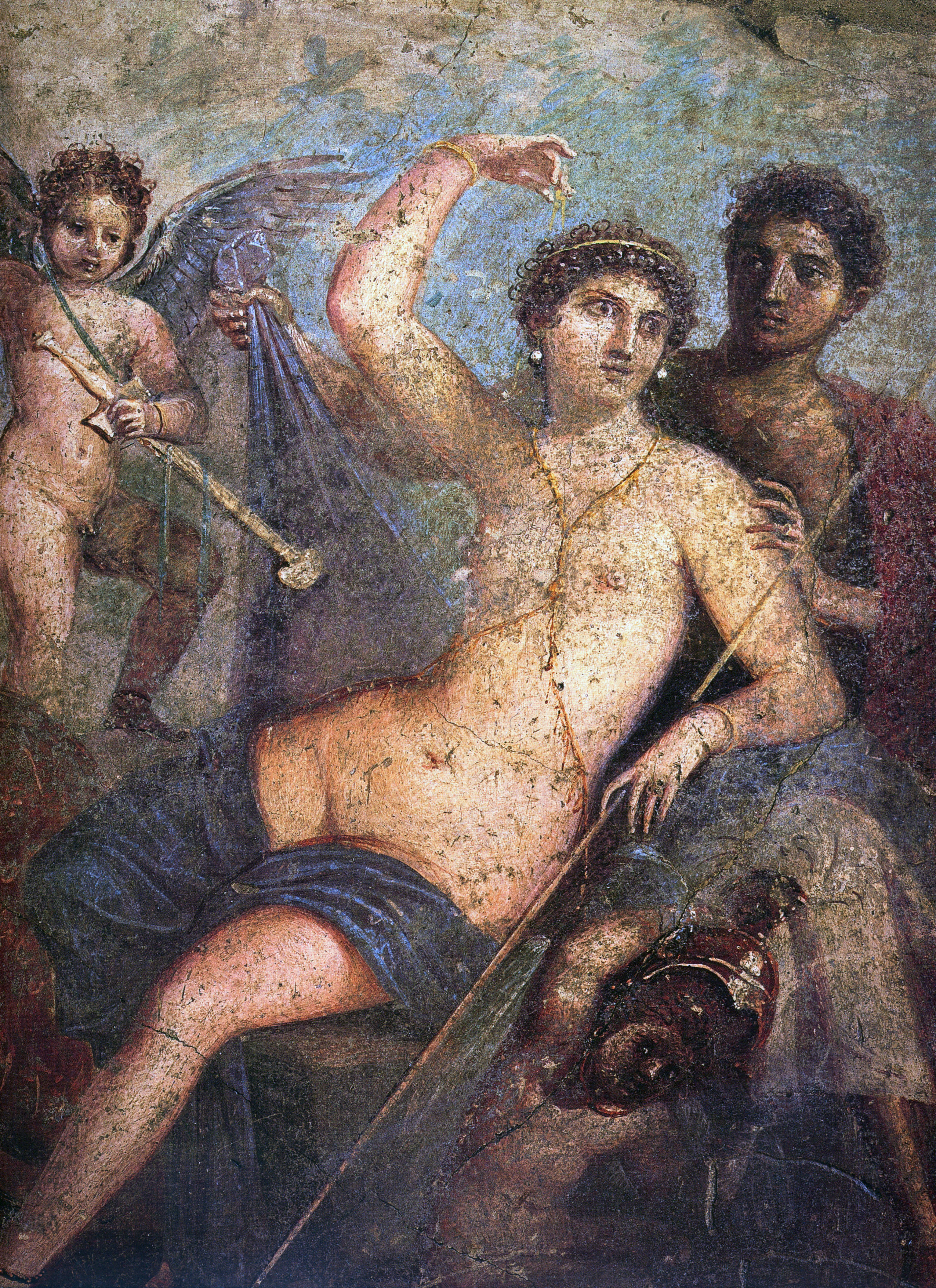
Venere e Marte, affresco romano da Pompei, 1 secolo d. C.

A Roma Marte era onorato in modo particolare. A partire dal regno di Numa Pompilio, venne istituito un consiglio di sacerdoti, scelti tra i patrizi, chiamati Salii, chiamati a vigilare su dodici scudi sacri, gli Ancilia, di cui si dice che uno sia caduto dal cielo. Questi sacerdoti erano riconoscibili dal resto del popolo per la loro tunica purpurea. I sacerdoti Salii, in realtà erano un'istituzione ben più antica di Numa Pompilio, risalivano addirittura al re-dio Fauno, che li creò in onore di Marte, costituendo così i primi culti iniziatici latini.
Nella capitale dell'impero, vi era anche una fontana consacrata al dio Marte e venerata dai cittadini. L'imperatore Nerone, una volta, si bagnò in quella fontana, gesto che fu interpretato dal popolo come un sacrilegio e che gli alienò la simpatia popolare. A partire da quel giorno, l'imperatore iniziò ad avere problemi di salute, secondo la gente dovuta alla vendetta del dio.

## Festività
Era venerato festosamente in marzo, il primo mese dell'anno nel calendario romano, che segnava la ripresa delle attività militari dopo l'inverno e che portava il suo nome, con le feriae Martis, Equirria, agonium martiale, Quinquatrus e tubilustrum.

Altre cerimonie importanti avvenivano in febbraio e in ottobre.
Gli Equirria si tenevano il 27 febbraio e il 14 marzo. Erano giorni sacri con significato religioso e militare; i romani vi mettevano molta enfasi per sostenere l'esercito e rafforzare la morale pubblica. I sacerdoti tenevano riti di purificazione dell'esercito. Si tenevano corse di cavalli nel Campo Marzio.
Le feriae Martis si tenevano dal 1º marzo al 24 marzo.
Durante le feriae Martis i dodici Salii Palatini percorrevano la città in processione, portando ciascuno un Ancile, uno dei dodici scudi sacri, e fermandosi ogni notte ad una stazione diversa (mansio).
Nel percorso i Salii eseguivano una danza con un ritmo di tre tempi (tripudium) e cantavano l'antico e misterioso Carmen Saliare.
Il 19 marzo si teneva il Quinquatrus, durante il quale gli scudi venivano ripuliti.
Il 23 marzo si teneva il Tubilustrium, dedicato alla purificazione delle trombe usate dai Salii e alla preparazione delle armi dopo la pausa invernale.
Il 24 marzo gli ancilia venivano riposti nel sacrario della Regia.
L'October Equus si teneva alle idi di ottobre (15 ottobre). Si svolgeva una corsa di bighe e veniva sacrificato a Marte il cavallo di destra del trio vincente tramite un colpo di lancia del Flamine marziale. La coda veniva tagliata e il suo sangue sparso nel cortile della Regia. C'era una battaglia tradizionale tra gli abitanti della Suburra che volevano la coda per portarla alla Turris Mamilia e quelli della Via Sacra che la volevano per la Regia.
Il 19 ottobre si teneva l'Armilustrium, dedicato alla purificazione delle armi e alla loro conservazione per l'inverno.
Ogni cinque anni si tenevano in Campo Marzio le Suovetaurilia, dove davanti all'altare di Marte (Ara Martis) il censo veniva accompagnato da un rito di purificazione tramite il sacrificio di un bue, un maiale e una pecora.

## Luoghi di culto

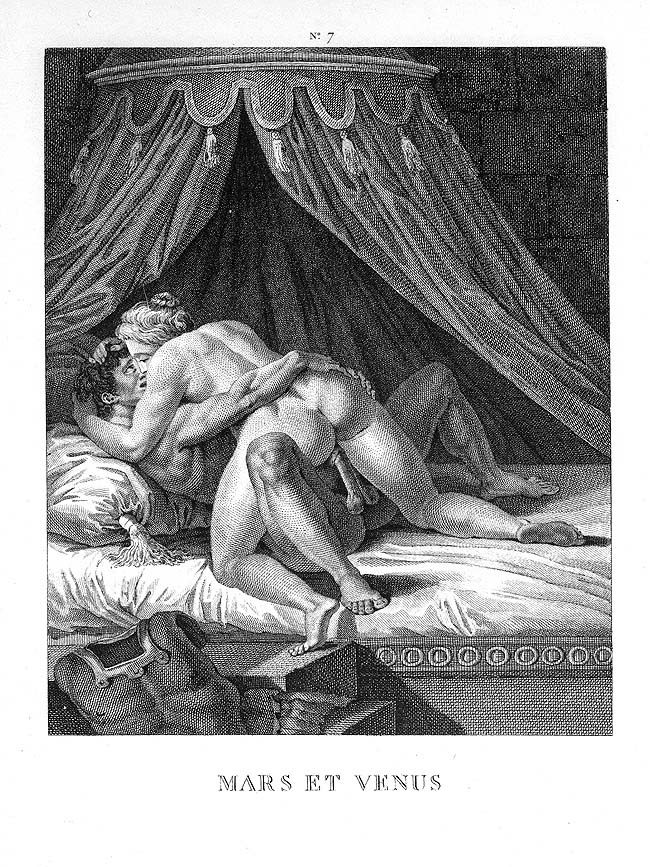
Marte e Venere, copia settecentesca da I Modi di Marcantonio Raimondi

Tra le popolazioni italiche, si sa di un antico tempio dedicato al dio Marte a Suna, antica città degli Aborigeni, e di un oracolo del dio, nella città aborigena di Tiora.

## Animali e oggetti sacri
- Lupo: si ricorda il nipote Fauno, il lupo per eccellenza è la lupa che ha allattato Romolo e Remo[3]
- Picchio: il picchio è l'uccello del tuono e della pioggia oracolare, ha nutrito Romolo e Remo insieme alla lupa
- Cavallo: simbolo della guerra (si ricorda Nettuno e gli Equirria)
- Toro: altro animale molto importante per il ver sacrum e per tutti i popoli italici
- Hastae Martiae: sono le lance di Marte che si scuotevano in caso di gravi pericoli, tenute nel sacrario della Regia
- Lapis manalis: la pietra della pioggia, in quanto dio della pioggia

## Offerte
A Marte si offrivano come vittime sacrificali vari tipi di animali: dei tori, dei maiali, delle pecore e, più raramente, cavalli, galli, lupi e picchi verdi, molti dei quali gli erano consacrati. Le matrone romane gli sacrificavano un gallo il primo giorno del mese a lui dedicato che, fino al tempo di Gaio Giulio Cesare, era anche il primo dell'anno.

## Identificazioni con dei celtici
- Mars Alator: Fusione con il dio celtico Alator
- Mars Albiorix, Mars Caturix o Mars Teutates: Fusione con il dio celtico Toutatis
- Mars Barrex: Fusione con il dio celtico Barrex, di cui si ha notizia solo da un'iscrizione a Carlisle
- Mars Belatucadrus: Fusione con il dio celtico Belatu-Cadros. Questo epiteto è stato trovato in cinque iscrizioni nell'area del Vallo di Adriano
- Mars Braciaca: Fusione con il dio celtico Braciaca, trovato in un'iscrizione a Bakewell
- Mars Camulos: Fusione con il dio della guerra celtico Camulo
- Mars Capriociegus: Fusione con il dio celtico gallaico Capriociegus, trovato in due iscrizioni a Pontevedra
- Mars Cocidius: Fusione con il dio celtico Cocidio
- Mars Condatis: Fusione con il dio celtico Condatis
- Mars Lenus: Fusione con il dio celtico Leno
- Mars Loucetius: Fusione con il dio celtico Leucezio
- Mars Mullo: Fusione con il dio celtico Mullo
- Mars Nodens: Fusione con il dio celtico Nodens
- Mars Ocelus: Fusione con il dio celtico Ocelus
- Mars Olloudius: Fusione con il dio celtico Olloudio
- Mars Segomo: Fusione con il dio celtico Segomo
- Mars Visucius: Fusione con il dio celtico Visucio

## Marte nell'arte

### Pittura
- Marte, di Diego Velázquez (1640)
- Marte che spoglia Venere con amorino e cane, di Paolo Veronese
- Venere e Marte, di Paolo Veronese (1570-1579)
- Marte e Venere sorpresi da Vulcano, di François Boucher (1754)
- Minerva protegge la Pace da Marte, di Peter Paul Rubens (1629-1630)
- Venere e Marte, di Sandro Botticelli